# Бойл, Уильям, 12-й граф Корк
Адмирал флота Уильям Генри Дадли Бойл, 12-й граф Корк, 12-й граф Оррери (англ. Admiral of the Fleet William Henry Dudley Boyle, 12th Earl of Cork, 12th Earl of Orrery; 30 ноября 1873 — 19 апреля 1967) — британский офицер Королевского флота и пэр. Он служил младшим офицером на китайской станции во время Боксерского восстания и продолжал служить в Первую Мировую войну сначала в качестве штабного офицера во время кампании в Дарданеллах, а затем в качестве командира патруля Красного моря: в этом качестве он руководил шестидневной бомбардировкой турецкого порта Джидда и тесно сотрудничал с Т. Э. Лоуренсом в поддержке Арабского восстания. В межвоенные годы он был главнокомандующим запасным флотом, президентом Королевского Военно-Морского колледжа в Гринвиче и главнокомандующим флотом внутренних войск. Сменив двоюродного брата и став графом Корком в 1934 году, он стал главнокомандующим в Портсмуте.
Уильям Генри Дадли Бойл также участвовал во Второй мировой войне, сначала в качестве руководителя планирования операции «Екатерина», неудачного морского наступления в Балтийском море, предложенного Уинстоном Черчиллем, целью которого было перекрыть поток железной руды из Швеции. Затем он стал назначенным командиром запланированной англо-французской экспедиции для оказания помощи финнам в Зимней войне, которую они вели против советского нападения: эта экспедиция также была отозвана. В конце концов он получил командование военно-морскими силами с миссией отвоевать стратегический порт Нарвик в Норвегии от немцев: хотя Нарвик был ненадолго захвачен, все союзные войска в конечном итоге были выведены.
Полная титулатура: 12-й граф Корк (с 13 октября 1934 года), 12-й виконт Бойл из Киналмики в графстве Корк (с 13 октября 1934), 12-й барон Бандон-Бридж в графстве Корк (с 13 октября 1934), 9-й барон Бойл из Марстона в графстве Сомерсет (с 13 октября 1934), 12-й граф Оррери (с 13 октября 1934), 13-й виконт Дангарван в графстве Уотерфорд (с 13 октября 1934), 12-й лорд Бойл (барон из Йола) в графстве Корк (с 13 октября 1934), 12-й лорд Бойл (барон из Бронгхилла) (с 13 октября 1934 года).

## Биография

### Ранние годы
Родился 30 ноября 1873 года. Второй сын полковника Джеральда Эдмунда Бойла (1840—1927) и леди Элизабет Терезы Пепис (? — 1897), дочери Чарльза Пеписа, 1-го графа Котнэма. Внук достопочтенного Джона Бойла (1803—1874) и достопочтенной Сесилии Фицджеральд де Рос. Правнук Эдмунда Бойла, 8-го графа Корка и Оррери.
15 января 1887 года Уильям «Джинджер» Бойл поступил кадетом на учебный корабль «Британия» 15 января 1887 года. Он был назначен на башенный броненосец HMS Monarch в эскадре Канала в декабре 1888 года и, после повышения до мичмана 15 июня 1889 года, назначен на броненосец HMS Colossus в Средиземноморском флоте в марте 1890 года.
Уильям Бойл перевелся на корвет HMS Active в учебную эскадру в июле 1892 года и, получив звание младшего лейтенанта 1 июля 1894 года, присоединился к канонерской лодке HMS Lizard на австралийской станции в сентябре 1894 года. Он был произведен в лейтенанты 1 октября 1895 года, переведен на крейсер HMS Furious в эскадре канала в июле 1898 года, а затем стал первым лейтенантом на шлюпе HMS Daphne на Китайской станции в ноябре 1898 года: в этом качестве он участвовал в боях во время Боксерского восстания. Уильям Бойл был назначен первым лейтенантом на торпедную канонерскую лодку HMS Hazard 2 июля 1902 года до того, как стать командиром эсминца HMS Haughty 28 августа 1902 года . В феврале 1904 года Уильям Бойл стал старшим офицером на крейсере HMS Astraea Средиземноморского флота, а 31 декабря 1906 года был повышен до коммандера, а в январе 1907 года был назначен старшим офицером на броненосец HMS Hibernia Ла-Маншского флота. В январе 1909 года он поступил на службу в отдел военно-морской разведки Адмиралтейства, а в 1911 году стал старшим офицером на броненосном крейсере HMS Good Hope Атлантического флота. В январе 1912 года Уильям Бойл стал командиром крейсера-скаута HMS Skirmisher на Флоте Метрополии, а 30 июня 1913 года был произведён в кэптены. Он был назначен британским военно-морским атташе в Риме в июле 1913 года и в этом качестве участвовал в качестве наблюдателя во время Второй Балканской войны. За эту работу он был жалован командором итальянского ордена Святых Маврикия и Лазаря.

### Первая мировая война

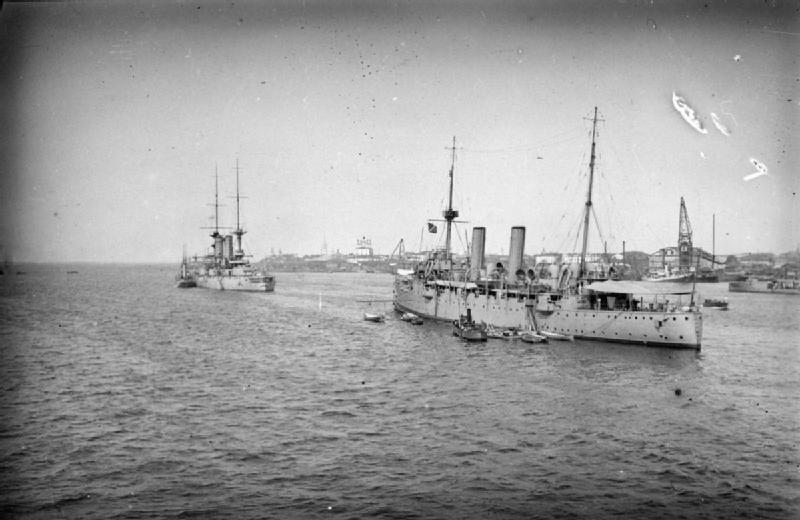
Легкий крейсер HMS Fox, которым Уильям Бойл командовал в Красном море во время Первой мировой войны

Уильям Бойл служил в Первую мировую войну первоначально в качестве штабного офицера в штабе контр-адмирала Росслина Уэмисса во время Дарданелльской кампании. В сентябре 1915 года он получил командование легким крейсером HMS Fox в Красном море, а в январе 1916 года стал командиром патруля Красного моря. В этом качестве он руководил шестидневной бомбардировкой удерживаемого турками порта Джидда в июне 1916 года и тесно сотрудничал с Т. Э. Лоуренсом в поддержке арабского восстания. За заслуги перед Египтом 4 декабря 1916 года он был награжден орденом Нила 3-й степени. Затем он стал флаг-капитаном адмирала сэра Генри Оливера, командовавшего 1-й эскадрой линейных крейсеров в Гранд-Флите, в линейном крейсере HMS Repulse в ноябре 1917 года. 1 января 1918 года он был назначен кавалером Ордена Бани, а 23 апреля 1920 года за заслуги перед Иорданией он был награжден орденом Эль-Нахда второй степени.

### Межвоенные годы
Уильям Бойл стал командиром линейного крейсера HMS Tiger в Атлантическом флоте в апреле 1919 года и командиром военно-морских казарм в Девонпорте в июле 1921 года. 8 ноября 1922 года он был назначен военно-морским адъютантом короля. 1 ноября 1923 года он был произведен в контр-адмиралы, а в мае 1924 года стал вторым командиром 2-й боевой эскадры Атлантического флота под своим флагом на линкоре HMS Resolution . После прохождения военных курсов старших офицеров в Королевском военно-морском колледже в Гринвиче он стал командиром 1-й крейсерской эскадры из состава Средиземноморского флота со своим флагом на крейсере HMS Frobisher в сентябре 1926 года . После поездки со своей эскадрой на китайскую станцию и повышения до вице-адмирала 12 июня 1928 года он стал главнокомандующим резервным флотом со своим флагом на легком крейсере HMS Constance в декабре 1928 года и президентом Королевского Военно-Морского колледжа в Гринвиче в апреле 1929 года . 3 июня 1931 года он был произведен в рыцари-командоры Ордена Бани. Повышенный до полного адмирала 1 ноября 1932 года, Уильям Бойл стал главнокомандующим флотом метрополии, подняв свой флаг на линкоре HMS Нельсон в марте 1933 года. 16 июля 1935 года он был произведен в рыцари Большого креста ордена Бани.
Уильям Бойл сменил своего двоюродного брата на посту графа корка и Оррери и барона Бойла из Марстона в 1934 году, а также присутствовал на похоронах короля Георга V в январе 1936 года. Он был назначен первым и главным военно-морским адъютантом короля 12 июля 1936 года и присутствовал на коронации короля Георга VI в мае 1937 года. Он продолжал быть главнокомандующим Портсмута в июле 1937 года и, получив повышение до адмирала флота 21 января 1938 года , все еще был «…чрезвычайно подтянутый и полный энергии и драйва».

### Вторая мировая война

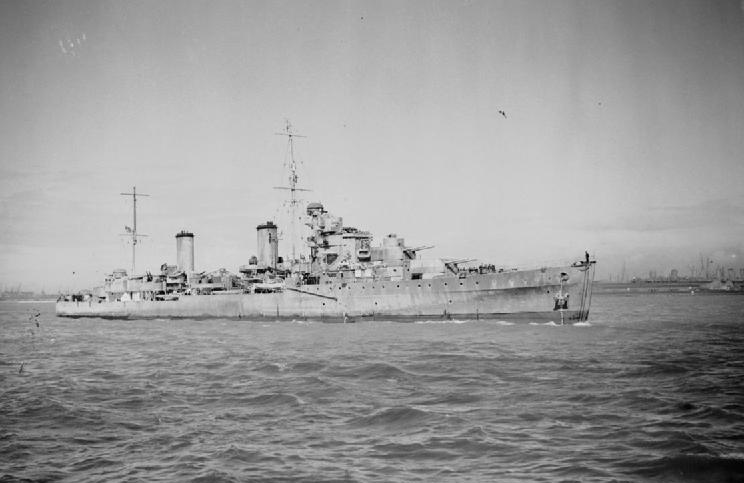
Крейсер HMS Aurora, который Уильям Бойл использовал в качестве своего флагмана для операций у берегов Норвегии во время Второй мировой войны

Во время Второй мировой войны Уильям Бойль первоначально возглавлял планирование операции «Екатерина» — морского наступления в Балтийском море, предложенного Уинстоном Черчиллем, целью которого было перекрыть поток железной руды из Швеции и изолировать Германию от скандинавской торговли. Операция должна была состояться весной 1940 года, но была прекращена в январе 1940 года.
Затем Бойл стал назначенным командиром запланированной англо-французской экспедиции для оказания помощи финнам в Зимней войне, которую они вели против СССР: Финляндия согласилась на советские условия в марте 1940 года, и эта экспедиция также была отозвана.
В апреле 1940 года Уильяму Бойлю было поручено командование военно-морскими силами с задачей отвоевать у немцев стратегический порт Нарвик в Норвегии: он поднял свой флаг с крейсера «Аврора». Бойль был сторонником немедленного штурма Нарвика с использованием как военных, так и военно-морских сил, но более осторожный командующий армией генерал-майор Пирс Джозеф Маккези получил приказ не предпринимать попыток высадки противника. Уильям Бойл бомбардировал Нарвик, а затем отказался от миссии, столкнувшись с сильным сопротивлением Германии. Бойл обеспечивал прикрытие огнем высадки войск французского иностранного легиона в Бьерквике в мае 1940 года, и хотя Нарвик был ненадолго захвачен, его попросили поддержать вывод всех союзных войск в июне 1940 года. За эту операцию 13 октября 1942 года он был награжден норвежским орденом Святого Олава.

### Поздние годы
Уинстон Черчилль был возмущен тем, что адмирал сэр Джеймс Сомервилл не продолжил преследование итальянского флота после битвы у мыса Спартивенто в ноябре 1940 года, и послал Уильяма Бойла провести расследование, но Бойл обнаружил, что Сомервилл действовал совершенно правильно.
Уильям Бойл служил в ополчении в последние годы Второй мировой Войны и стал президентом Шафтсбери Хоумс и Аретуса, школы для бездомных мальчиков в Лондоне, в 1942 году. Он присутствовал на похоронах короля Георга VI в феврале 1952 года . 93-летний Уильям Бойл скончался в своем доме в Лондоне 19 апреля 1967 года. Он похоронен на кладбище церкви Святого Леонарда, Марстон-Биго в Сомерсете, недалеко от Марстон-хауса, фамильного поместья.

## Семья
24 июля 1902 года Уильям Бойл женился в римско-католической церкви Святой Марии в Челси на Леди Флоренс Сесилии Кеппель (24 февраля 1871 — 30 июня 1963), младшей дочери Уильяма Кеппеля, 7-го графа Албемарла, и Софии Мэра МакНаб (1832—1917). У них не было детей.